# Et j'attends
Singles de Leslie
Sobri (notre destin)
(2004) Vivons pour demain
(2005)
Et j'attends est le deuxième single Leslie sortie en 2004 de son deuxième album Mes couleurs.

## Classement musical
| Classement (2004-2005)                  | Meilleure position |
| --------------------------------------- | ------------------ |
| Belgique (Wallonie Ultratop 50 Singles) | 15                 |
| France (SNEP)                           | 7                  |
| Suisse (Schweizer Hitparade)            | 38                 |